# Кадала (аеропорт)
Аеропорт Кадала або Аеропорт Чита (IATA: HTA, ICAO: UIAA) — аеропорт федерального значення, розташований за 18 км від центру міста Чита — адміністративного центру Забайкальського края, за 8 км від федеральної автотраси Москва — Чита — Хабаровськ — Владивосток та автомобільної дороги Москва — Чита — Забайкальськ, за 500 м від Транссибірської магістралі.

## Загальні відомості
Аеропортовий комплекс має в своєму розпорядженні бетонну злітно-посадкову смугу розміром 2800 × 60 м, перон площею 85,33 тис. м² з десятьма місцями стоянок для повітряних суден 1 класу, два аеровокзали загальною площею 9 тис. м², вантажний термінал.
Пропускна здатність злітно-посадкової смуги складає 10 злітно-посадочних операцій на годину, аеровокзал внутрішніх повітряних ліній - 200 пас./год, міжнародного аеровокзалу - 100 пас./год. Є готель.
У 2007 році міжнародний аеропорт Чита входить до складу холдингу ТОВ «Новапорта».
У 2014 році закінчено реконструкцію терміналу внутрішніх повітряних ліній. В рамках реконструкції збільшена площа зон реєстрації та огляду, а також організований новий зал очікування для пасажирів, що вилітають внутрішніми авіарейсами.

## Приймаємі типи повітряних суден
- Ту-134, Ту-154, Ту-204/214; Як-40, Як-42; Ил-62, Ил-76, Ил-96; Ан-12,Ан-24, Ан-26,Ан-28, Ан-30, Ан-32, Ан-72, Ан-74, Ан-124-100, Ан-140, АН-148; SSJ-100

Л-410,
Boeing 737, Boeing 757—200, Boeing 767;
Airbus A319/320/321;Airbus 330;
ATR 42, ATR 72;
CRJ-200;
Cessna 208 ;
Dash 8
Bombardier Global Express
і більш легкі, гелікоптери всіх типів.

## Авіалінії та напрямки, жовтень 2020
| Авіакомпанія     | Пункт призначення                                            |
| ---------------- | ------------------------------------------------------------ |
| Air China        | Пекін, Хулун-Буїр                                            |
| Angara Airlines  | Чара, Іркутськ, Хабаровськ, Красноярськ-Ємельяново, Улан-Уде |
| IrAero           | Благовєщенськ, Іркутськ, Хабаровськ, Владивосток             |
| NordStar         | Красноярськ-Ємельяново, Улан-Уде, Санья                      |
| S7 Airlines      | Москва-Домодєдово, Новосибірськ                              |
| SiLA             | Улан-Уде                                                     |
| Ural Airlines    | Москва-Домодєдово, Ст Петербург, Єкатеринбург                |
| Yakutia Airlines | Іркутськ, Хабаровськ, Якутськ                                |

## Статистика
| Рік  | Пасажирообіг |
| ---- | ------------ |
| 2010 | 173,000 ▲    |
| 2011 | 201,000 ▲    |
| 2012 | 241,000 ▲    |
| 2013 | 313,356 ▲    |
| 2014 | 329,499 ▲    |
| 2015 | 311,654 ▼    |
| 2016 | 327,564 ▲    |
| 2017 | 365,100 ▲    |